# Microsoft YaHei
 (septembre 2020).
Si vous disposez d'ouvrages ou d'articles de référence ou si vous connaissez des sites web de qualité traitant du thème abordé ici, merci de compléter l'article en donnant les références utiles à sa vérifiabilité et en les liant à la section « Notes et références ».
Microsoft YaHei (chinois simplifié : 微软雅黑 ; pinyin : Wēiruǎn Yǎhēi) est une police de caractères de chinois simplifié créée par Founder Electronics pour Microsoft. Son optimisation de rendu (hinting) est réalisée par Monotype Corporation. Elle est distribuée avec Microsoft Windows depuis Windows Vista et est aussi disponible pour Windows XP par téléchargement.